# Shovkat Ordukhanovstadion
Het Shovkat Ordukhanovstadion is een voetbalstadion in de Azerbeidzjaanse stad Qusar. In het stadion speelt FK Sahdag Qusar haar thuiswedstrijden.